# Werner Holste
Werner Holste (* 19. September 1927 in Beckum; † 3. September 2005) war ein deutscher Maschinenbauer.

## Leben
Von 1951 bis 1953 studierte er an der RWTH Aachen Maschinenwesen in der Fachrichtung Wärme-, Kraft- und Arbeitsmaschinen und beendete das Studium nach sechs Semestern. 1956 wurde Holste mit der Note „sehr gut“ promoviert und 1957 habilitiert. Nach einer Tätigkeit bei der Demag war Werner Holste von Mitte 1968 bis Anfang 1972 als Vorstandsmitglied der Volkswagenwerk AG für Forschung und Entwicklung zuständig. Von 1957 bis 1993 lehrte Holste als außerordentlicher Professor mit Lehrgebiet Auswirkungen der Gesetzgebung auf die Auslegung von Kraftfahrzeugen in Aachen, zwischen 1975 und 1995 auch am Institut für Konstruktionswissenschaften und Technische Logistik der TU Wien. Er publizierte circa 30 Veröffentlichungen. 1977 übernahm er als Direktor und geschäftsführendes Vorstandsmitglied die Leitung der Technischen Akademie Wuppertal (TAW), eines Außeninstituts der RWTH Aachen.
Er war engagiert im Bergedorfer Gesprächskreis der Körber-Stiftung.
Von 1949 bis zu seinem Tod war Holste Mitglied der Burschenschaft Franconia Münster.

## Wirken
2000 wurde ihm für seine außergewöhnlichen und vorbildlichen Verdienste als Ingenieur und vor allem für den persönlichen Einsatz zur Förderung der interdisziplinären Forschung die Würde eines „Senators Ehren halber“ der RWTH Aachen verliehen.
Werner Holste stiftete 2002 und seiner Ehefrau Gertraude die "Gertraude-Holste-Stiftung" mit einem Anfangsvermögen von 500.000 Mark. Die Holste-Stiftung förderte beispielsweise das Forschungsprojekt "Zweischichtiges Implantatmaterial soll Knieendoprothesen optimieren" oder das Forschungsprojekt "Optimierung der Hand-Auge-Koordination bei videobasierten Augmented Reality (AR) Systemen für die Anwendung in der bildgeführten Chirurgie".